# Деніел Кіз
Деніел Кіз (9 серпня 1927, Нью-Йорк — 15 червня 2014, Бока-Ратон, Флорида) — американський письменник. Насамперед відомий як автор науково-фантастичного роману «Квіти для Елджернона». 2001 року здобув звання «Заслуженого автора фантастики» від «Американського товариства письменників-фантастів».

## Біографія
Деніел Кіз народився 9 серпня 1927 року в Нью-Йорку, США. Син єврейських емігрантів Вільяма Кіза і Бетті Аліцькі. Протягом деякого часу навчався в Нью-Йоркському університеті, але у 17-річному віці пішов працювати скарбником на нафтовому танкері цивільного флоту США. Згодом вступив до Бруклінського коледжу та 1950 року здобув ступінь бакалавра з психології.
Через місяць після закінчення вищого навчального закладу, Кіз почав працювати у видавництві журналів Мартіна Гудмена. Зрештою він став редактором журналу для широкого загалу «Наукові історії Марвел» (англ. Marvel Science Stories), а також почав писати для «Atlas Comics» (попередника «Marvel Comics»). Оскільки Гудмен зменшив видавництво журналів на користь книжок і журналів для чоловіків, Кіз став членом редколегії «Atlas Comics», яким керував Стен Лі. Близько 1952 року Кіз став одним зі штатних співробітників (офіційно обіймали посади редакторів), які, зокрема, працювали над коміксом у жанрі жахів та наукової фантастики «Подорож до невідомих світів». У співпраці з ілюстратором Безілом Волвертом Кіз загалом став автором двох історій для цього коміксу.
Одне з оповідань, що написав Кіз, проте не за пропозицією Лі, мала назву «Мозковий штурм». Розповідь мала форму короткого синопсиса, що згодом розвинулася в коротку повість, а згодом у роман «Квіти для Елджернона».
У 1955—1956 роках Кіз писав для видавництва коміксів «EC Comics», часто під псевдонімами Кріс Денієльс і Ей. Ді. Локк.
Кіз викладав креативне письмо в Університеті Вейна, а 1966 року став професором в Університеті Огайо, де 2000 року йому надали звання «почесного професора».
Кіз помер 15 червня 2014 року у своєму будинку в місті Бока-Ратон через ускладнення від пневмонії. У нього залишились дві дочки, Леслі та Гілларі, а також сестра Ґейл Маркус. Його дружина, Орія Джорджіна Веласкез, покинула цей світ 2013 року.

## Нагороди і номінації
- 1960 — Премія Г'юго за найкращу коротку повість «Квіти для Елджернона»[20].
- 1966 — Премія «Неб'юла» за найкращий роман «Квіти для Елджернона».
- 1967 — номінація на премію Г'юго за найкращий роман «Квіти для Елджернона»[21].
- 1982 — номінація на премію Едгара По за найкращу кримінальну історію «Таємнича історія Біллі Мілліґана».
- 1986 — Премія Курда Лассвіца за «Таємнича історія Біллі Міллігана»[22].
- 1987 — номінація на премію Едгарда По за найкращу кримінальну історію «Представляючи Клавдію»[23].
- 1993 — Премія «Сеюн» (яп. 星雲賞 Seiunshō) за найкращу нехудожню книгу «Таємнича історія Біллі Міллігана».
- 2001 — присудження звання «Заслужений автор фантастики» від (англ. Author Emeritus) «Американського товариства письменників фантастів».

## Українські переклади
- Деніел Кіз. Квіти для Елджернона / переклад з англійської: Віктор Шовкун. — Харків: КСД, 2015. — 304 с. — ISBN 978-966-14-7652-2.
- Деніел Кіз. Таємнича історія Біллі Міллігана / переклад з англійської: Олена Стусенко. — Харків: КСД, 2016. — 512 с. — ISBN 978-617-12-0857-5.
- Деніел Кіз. П'ята Саллі / переклад з англійської: В. І. Куч. — Харків: КСД, 2017. — 352 с. — ISBN 978-617-12-3911-1.
- Деніел Кіз. Війни Міллігана / переклад з англійської: Т. В. Івченко. — Харків: КСД, 2018. — 384 с. — ISBN 978-617-12-4526-6.
- Деніел Кіз. Притулок пророцтв / переклад з англійської: Софія Берлінець, Володимир Куч. — Харків: КСД, 2019. — 320 с. — ISBN 978-617-12-5117-5.
- Деніел Кіз. Відверто про Клавдію / переклад з англійської: Дар'ї Петрушенко. — Харків: КСД, 2019. — 320 с. — ISBN 978-617-12-5119-9.